# Фриман, Джоан Майя
Джоан Майя Фриман (англ. Joan Maie Freeman; 7 января 1918, Перт — 18 марта 1998, Оксфорд, Юго-Восточная Англия) — австралийский физик.

## Биография
Джоан Майя Фридман родилась 7 января 1918 года в Перте, в семье бухгалтера и учительницы. Когда Джоан было четыре года её семья сменила фамилию на Фриман и переехала из Западной Австралии на юго-восток континента. Точные науки привлекли внимание девочки ещё в раннем детстве, когда её родители подарили ей набор для построения механических моделей и десятитомное издание «Детской энциклопедии» Артура Ми. Получив между 1927 и 1935 годами начальное образование в англиканской гимназии для девочек в Сиднее, Фриман осталась в её стенах для дальнейшего обучения. Со временем её страсть к науке только укрепилась, что побудило её начать посещать вечерние занятия по физике в Сиднейском техническом колледже.
В 1935 году вместе с аттестатом об окончании школы Фриман за выдающиеся заслуги во время обучения получила стипендию на поступление в Сиднейский университет. На новом месте Джоан также преуспевала в учёбе, за что в период получения ею степени бакалавра наук по физике она несколько раз становилась лауреатом различных стипендий и премий. В 1941 году Фриман помимо прочего была приглашена в недавно созданную радиофизическую лабораторию Совета научных и промышленных исследований (CSIR), где она совместно с Руби Пейн-Скотт, Джозефом Пози и Джеком Пиддингтоном, работала над секретными технологиями защиты микроволновых радаров. Главным достижением Фриман в составе этой команды стала разработка военного десятисантиметрового микроволнового радара, составившего основу послевоенного лидерства Австралии
в области радиоастрономии.
После завершения обучения на факультете физики Сиднейского университета и получения в 1946 году звания старшего научного сотрудника CSIR, Джоан подала документы на поступление в кембриджский Ньюнэм-колледж, чтобы получить степень доктора наук. Однако практиковать присвоение учёных степеней женщинам, Кембриджский университет стал только в 1948 году, поэтому Фриман на период ожидания обосновалась в Кавендишской лаборатории. Спустя два года Фриман стала одной из первых женщин, получивших докторскую степень в Кембридже, что помогло ей в 1951 году присоединиться к группе учёных отдела ядерной физики Исследовательского института атомной энергии в оксфордском Харуэлле, которой руководил американский физик-ядерщик Роберт Ван де Грааф. В составе команды Фриман занималась исследованием природы элементарных частиц, за что в 1976 году она была награждена премией Эрнеста Резерфорда, что сделало её первой в мире женщиной, удостоенной такой чести.